# 캐논 L 렌즈

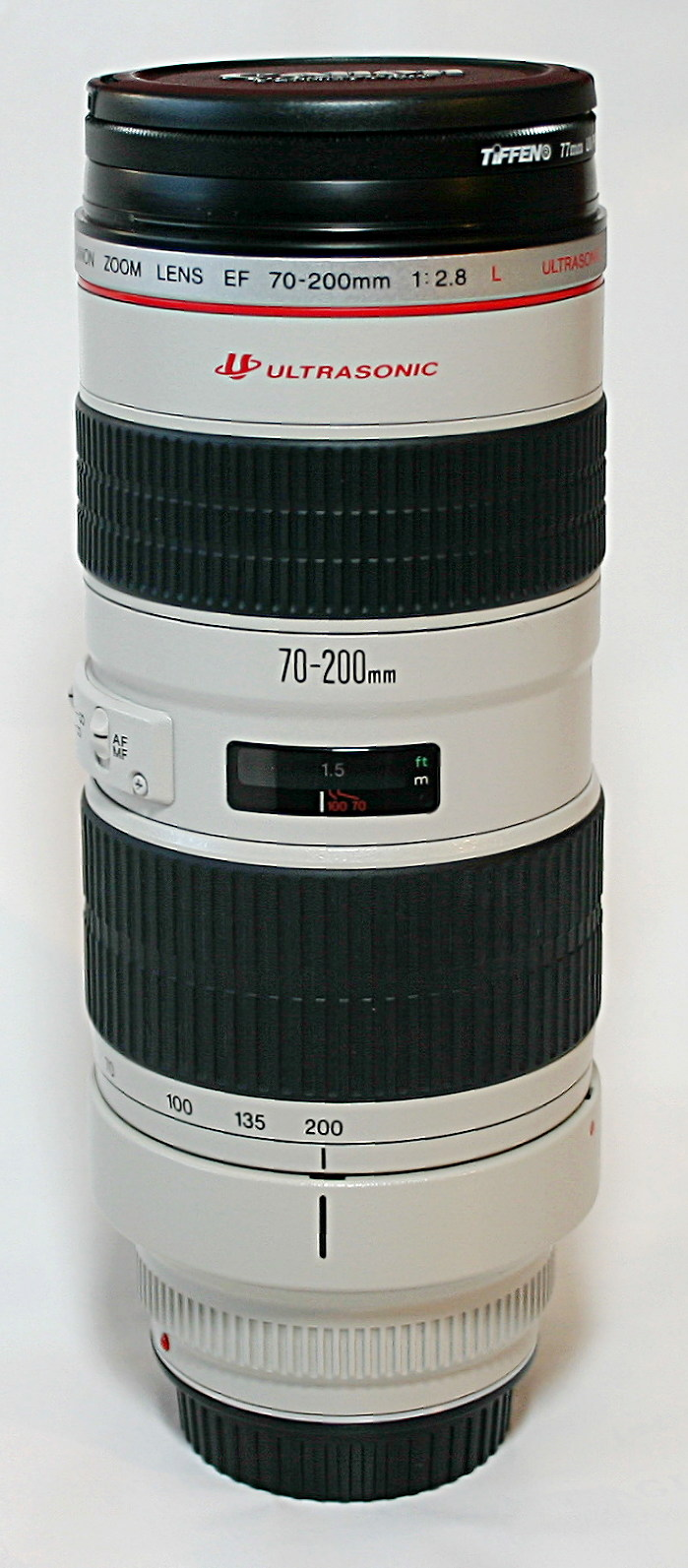
70-200 mm F2.8L 렌즈

캐논 L 렌즈(Canon L lens)는 캐논 일안 반사식 카메라 및 DSLR을 위한 캐논의 고급 렌즈군을 말한다. "L"은 "luxury"를 뜻한다.
캐논 FD 마운트 용 L 렌즈들은 단종되었으며, 현재 생산되는 L 렌즈는 캐논 EF 마운트 용이다.

## 같이 보기
- 캐논 EF 마운트